# Henrik Möller (filmare)
Henrik Möller, född 1976 i Malmö, är en svensk författare och filmare verksam i Malmö. 
Möller är utbildad på Malmö filmskola under 2001 och 2002, Fridhems folkhögskolas videolinje 2002–2003 och Institutet för Högre TV-utbildning (IHTV) i Göteborg 2003–2005. Han har arbetat som manuslektör på Sonet Film och för regissören Geir Hansteen Jörgensen.
I sina filmer skildrar Möller framför allt Malmö och dess kultur.

## Filmografi
- Frank (1996)
- Frankie (1997)
- Misantropi (1998)
- Rufus (1998)
- Lost i Malmö (1998)
- Pojkarna (1999)
- Carl-Anton (1999)
- Mats Lundell (1999)
- Pappa har talat (2000)
- Rufus pappa (2001)
- Skeppsbrutna (2001)
- Ångesthunden (2001)
- Människa (2001)
- Nobelvägen(med VideoDirekt) (2003)
- Cancervovven (2003)
- Ganskafint (2004)
- Vi kan bättre själv!!!(med VideoDirekt) (2004)
- Mitt liv (2005)
- Sonny och Digdeon (2005)
- Häxans förvandling (2005)
- Mysigt på Möllan(med VideoDirekt) (2006)
- Kaninhoran (2006)
- Rufus familj (2006)
- Bögkompisen (2006)
- Blå Hunden (2006)
- Lägenhet på Sevedsplan (2006)
- Ingenting kvar (2006)
- Korvarna (2006)
- Det Trötta Hatet (2006)
- Malmö=Råttkådd (med Jonas Frank Jirhamn) (2007)
- Straffet (2007)
- Bra ställen och bra folk att känna i Malmö(med VideoDirekt) (2008)
- De ville bli Newshunter(med VideoDirekt) (2008)
- Godnatt solen (2008)
- Humanisten (2008)
- Trädflickan (2009)
- Vägen till Vuxen (2009)
- Lilla gubben som ville väl (2009)
- Malmös Finaste (med Jonas Frank Jirhamn) (2010)[6]
- Rävpojken (2010)
- Henrik Möller Talks to David Lynch (2010)[7]
- Älgen Labans mamma (2010)
- Bajsätarna (2010)
- Pojkarna 2 (2010)
- Skuggan i Mig (2011)
- Ångesthunden 2 (2011)
- Vattnet väntar (2011)
- Grisaknullabyn (2011)
- Rektalisten (2011)
- Skräcken (2011)
- Han var som unken luft (2011)
- Natten (2011)
- Ungdomsprojektet(med VideoDirekt) (2011)
- Guds Ansikten (2011)
- Fågeln med dödens ansikte (2011)
- Syndabocken (2012)
- Hypnos (2012)
- Bortglömda djurens stad (2012)
- Böghatarna (2012) (utspelar sig på Värnhems sjukhus)
- Jordens födelsedag (2012)[8]
- Demonen (2012)
- Lokalvårdaren (2014)[9][10][11]
- Spritfesten (2014)
- De visste bättre (2014)
- Benny Doffman från Teckomatorp (2014)
- Internetporren (2014)
- Familjen Låtstål (2014)
- Krokodil (2014)
- Hörnsoffan (2014)
- Tre knastar på Segevång (2014)
- Rätt ska va rätt (2014)
- Sligga mussla (2014)
- Laser & Bas - Dansa så (2015)
- 15 Bast och redan knast (2015)
- Bästa dealen (2015)
- Kränkt (2015)
- Misär/Karriär (2015)
- Att bygga en gud / Creation of a god (2015)
- Almtorget crew(med videoDirekt) (2015)
- Döden på Dalaplan (2015)
- Kamphundstjuven (2015)
- Köttsmugglarna på Gröningen (2015)
- Gångtunnellen (2015)
- Ugnen del 1 (2016)
- Ugnen del 2 (2016)
- Radoos Tempel (2016)
- Malmös bäste groggblandare (2016)
- Bödelen i Teckomatorp (2016)
- Lukten av Ondska (2016)
- Grillmästaren på Sofielund (2016)
- Lök i nacken (2017)
- Kebabfotografen (2017)
- Kåkkamannen (2017)
- Han kallades Fassan (2017)
- Vägen till Necronomicon / Creation of the Necronomicon (2017)
- Ostens slav (med Jonas Frank Jirhamn) (2017)
- Heleneholmsstigen (2017)
- Vad ska man tro? (2018)
- Ur djupen (2018)
- Fisätaren (2018)
- Svart Taxi Malmö (2018)
- Malmöfestivalens undergång (2018)
- Skapandet av en myt / Creation of a myth (2019)
- Far & Son -en principsak (2019)
- Falafelmannen (2019)
- Fastighetsskötaren på Dalaplan (2019)
- Han hade bull (2019)
- Malmöbörsen (2019)
- Malmötomten (2019)
- Max Kallbrands sista timmar i fast form (2019)
- Dimorkungen i Hässleholm (2020)
- Kårånans krigare (2020)
- Det var allvar nu (2021)
- Stark sås (2021)
- Fassan ska förklara (2021)
- Radooos lärljungar (2023)
- Han hata pensionärer (2024)
- Sejpemannen (2024)
- En samlings-dvd Kaninhoran och andra barndomsminnen från Malmö med ett urval av Möllers närmre 50 ritade kortfilmer distribuerades 2009 av Njutafilms.[12]
- Samlings-dvd nr 2 Ångesthunden och Malmö under vatten distribuerades 2011 av Njutafilms.[13]
- Samlings-dvd nr 3 Döden gör sightseeing i Malmö distribuerades 2014 av Njutafilms.[14]